# JSW Logistics
JSW Logistics Sp. z o.o. (dawniej Zakład Przewozów i Spedycji „Spedkoks” Sp. z o.o.) – polski przewoźnik kolejowy. Przedsiębiorstwo zajmuje się świadczeniem specjalistycznych usług kolejowych dla największych zakładów produkcji koksu w Europie, a wchodzących w skład holdingu JSW. 100% udziałowcem w spółce jest Jastrzębska Spółka Węglowa.

## Historia
Przedsiębiorstwo ZPiS Spedkoks powstało 22 września 2000 roku na bazie jednostki organizacyjnej Koksowni Przyjaźń odpowiedzialnej za transport kolejowy. W latach 2000–2010 firma miała charakter kolei zakładowej. Zajmowała się prawie wyłącznie obsługą macierzystej spółki. W ramach swojej działalności prowadziła kompleksową obsługę jej infrastruktury kolejowej, a także przewozy surowców i produktów na trasie pomiędzy bocznicą kolejową Koksowni Przyjaźń, a punktem zdawczo-odbiorczym na stacji Dąbrowa Górnicza Towarowa.
W 2010 roku spółka Spedkoks otrzymała licencję na prowadzenie przewozów kolejowych. W 2011 roku Urząd Transportu Kolejowego przyznał jej niezbędne certyfikaty bezpieczeństwa na uruchomienie zewnętrznych przewozów kolejowych.
Od 2012 roku przedsiębiorstwo wchodzi w skład grupy kapitałowej JSW. Od 2013 roku poza Koksownią Przyjaźń świadczy kompleksowe usługi transportowe na bocznicach kolejowych JSW KOKS S.A w Radlinie (Koksownia Dębieńsko, Koksownia Jadwiga, Koksownia Radlin) i Wałbrzyskich Zakładów Koksowniczych Victoria.
W 2013 roku rozpoczęła się procedura zmian właścicielskich w firmie. Jastrzębska Spółka Węglowa podjęła decyzję o nabyciu 100% udziałów w ZPiS Spedkoks i rozpoczęła w tym celu rozmowy z zarządami Koksowni Przyjaźń oraz PKP Cargo.

## Charakterystyka
ZPiS Spedkoks zajmuje się przede wszystkim kompleksową obsługą bocznic kolejowych należących do koksowni w Dąbrowie Górniczej, Zabrzu i Wałbrzychu oraz zapewnieniem sprawnego przepływu towarów pomiędzy bocznicami koksowni i stacjami zdawczo-odbiorczymi. Od 2011 roku spółka świadczy ponadto usługi przewozowe na publicznych liniach kolejowych oraz usługi spedycji kolejowej.
Tabor trakcyjny przedsiębiorstwa stanowią lokomotywy manewrowe SM48.